# Syndyas lilani
Syndyas lilani är en tvåvingeart som beskrevs av Smith 1969. Syndyas lilani ingår i släktet Syndyas och familjen puckeldansflugor. Inga underarter finns listade i Catalogue of Life.